# Give It Up to Me
"Give It Up to Me" je pjesma kolumbijske pjevačice Shakire. Pjesma je objavljena 10. studenog 2009. godine kao drugi singl s njenog albuma She Wolf. U pjesmi gostuje američki raper Lil Wayne. Pjesma se jedino pojavljuje na američkom i brazilskom izdanju albuma.

## O pjesmi
"Give It Up to Me" je izvorno snimljena za Timbalandov album Shock Value II. Časopis Rolling Stone potvrdio je kako Timbaland rapa na početku pjesme, no kasnije je njegov dio zamijenio Flo Rida, kojeg je potom zamijenio Lil Wayne. Zbog odluke da Shakira snimi pjesmu odgođeno je objavljivanje albuma u SAD-u.
Preko njene službene stranice je proglašeno kako će drugi singl u SAD-u biti "Give It Up to Me" i kako će pjesma "Did It Again" biti objavljena na međunarodnim tržištima. Shakira se 10. studenog 2009. godine pojavila u emisiji The David Letterman Show kako bi po prvi puta izvela singl uživo, istog tjedna ja natupila u emisiji Good Morning America. Pjesmu je također izvela na American Music Awards of 2009 i Lopez Tonight.

## Kritički osvrti

### Billboard
U drugom singlu s njenog nadolazećeg albuma She Wolf, latino zvijezda Shakira favorizira hip-hop elemente nad svojom međunarodnom pop-glazbom. U "Give It Up To Me", gostuje uvijek prisutan Lil Wayne koji je zakucao još jednog gosta u pjesmi i samog producenta, Timbalanda. Shakira, u međuvremenu šalje zavodljive ali i neobične poruke: "You can have it all/Anything you want you can make it yours".

## Videospot
Spot za pjesmu "Give It Up to Me" snimljen je pod redateljskom palicom Sophie Muller. Video se premijerno pokazao 16. studenog 2009. godine na Shakirinoj službenoj Facebook stranici.
Prema YouTubu, tijekom premijere spot je imao 94.000 pregleda. Shakira pleše u spotu, u nekim scenama se pojavljuje Lil Wayne.

## Popis pjesama
| Digitalni download 1. "Give It Up to Me" feat. Lil Wayne - 3:03 Digitalni download (remiks) 1. "Give It Up to Me" (remiks s B.O.B.-om) - 3:03 | Australski digitalni download 1. "Give It Up to Me" feat. Lil Wayne - 3:03 2. "Did It Again" feat. Kid Cudi (Remix 1) - 5:58 3. "Did It Again" feat. Kid Cudi (Remix 2) - 7:41 |

## Top liste
| Top liste (2009.)                 | Najviša pozicija |
| --------------------------------- | ---------------- |
| Kanada                            | 32               |
| SAD Billboard Hot 100             | 29               |
| SAD Mainstream Top 40 (Pop Songs) | 23               |

| Država | Certifikacija | Prodaja |
| ------ | ------------- | ------- |
| SAD    | zlatna        | 500.000 |

## Povijest objavljivanja
| Država         | Datum               | Format                    | Izdavač                               |
| -------------- | ------------------- | ------------------------- | ------------------------------------- |
| SAD            | 15. listopada 2009. | airplay                   | Epic Records                          |
| SAD            | 10. studenog 2009.  | digitalni download        | Epic Records                          |
| Australija     | 22. siječnja 2010.  | digitalni download, EP    | Sony Music Entertainment              |
| Australija     | 29. siječnja 2010.  | CD singl                  | Sony Music Entertainment              |
| SAD Australija | 23. veljače 2010.   | digitalni download remiks | Epic Records Sony Music Entertainment |